# ورژ شاهگلدیان
ورژ آزاتی شاهگلدیان (ارمنی: Վրեժ Ազատի Շահգելդյան؛ زادهٔ ۷ نوامبر ۱۹۴۸) یک سیاستمدار اهل ارمنستان است که از تاریخ ۱۹۹۹ تا تاریخ ۲۰۰۳ سمت نمایندگی دوره دوم مجلس ملی جمهوری ارمنستان را برعهده داشت.

## زندگی‌نامه
در ۷ نوامبر ۱۹۴۸ در دزوراغبیور به دنیا آمد و از آموزشگاه فنی هیدرو-ملوراتیو ایروان فارغ‌التحصیل شد. 

## یادداشت
1. ↑  Երեւանի հիդրոմելորատիվ տեխնիկում